# William H. McEntee

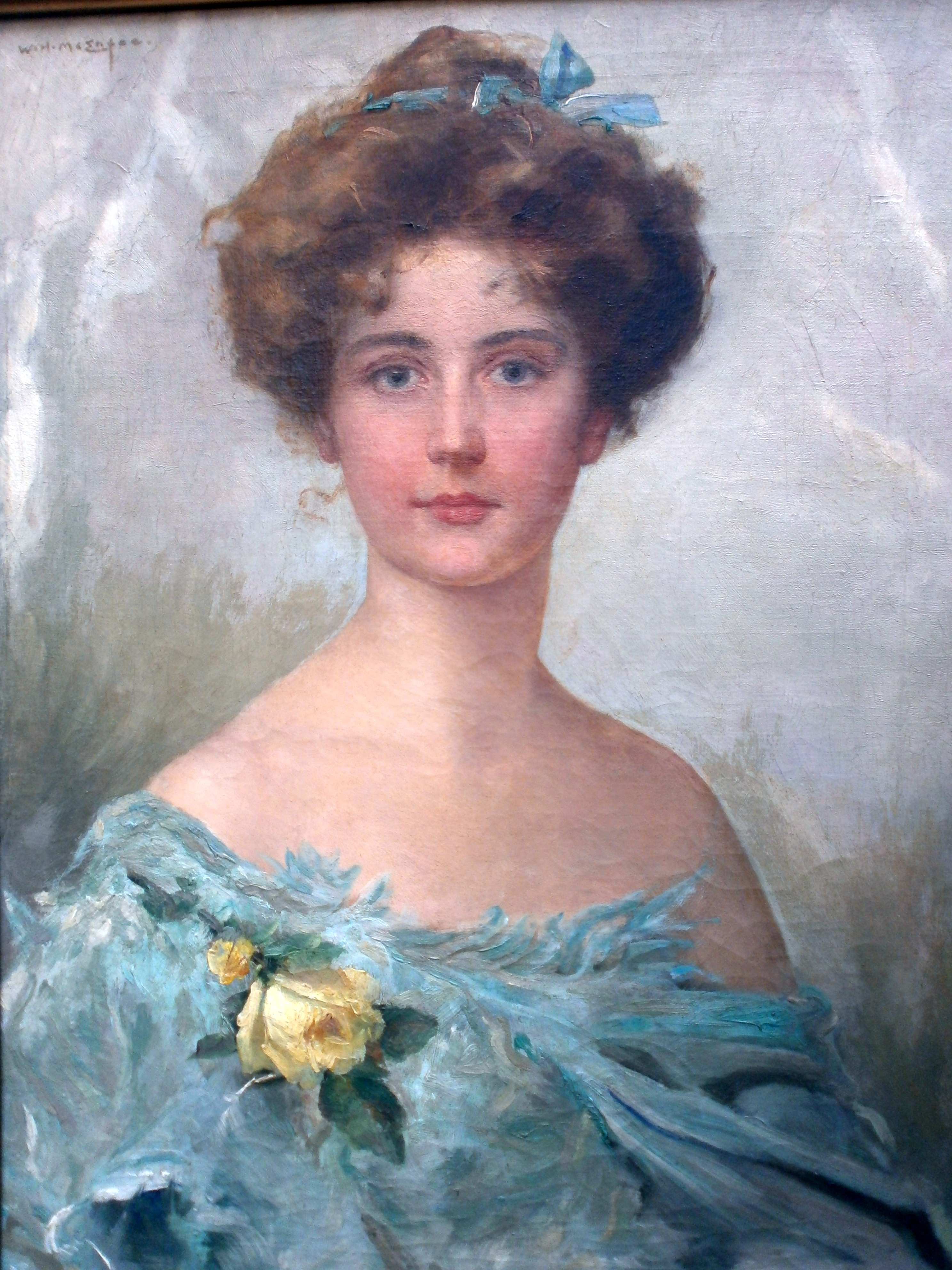
Porträt einer jungen Dame, um 1895 (Öl auf Leinwand, 60×45 cm²)

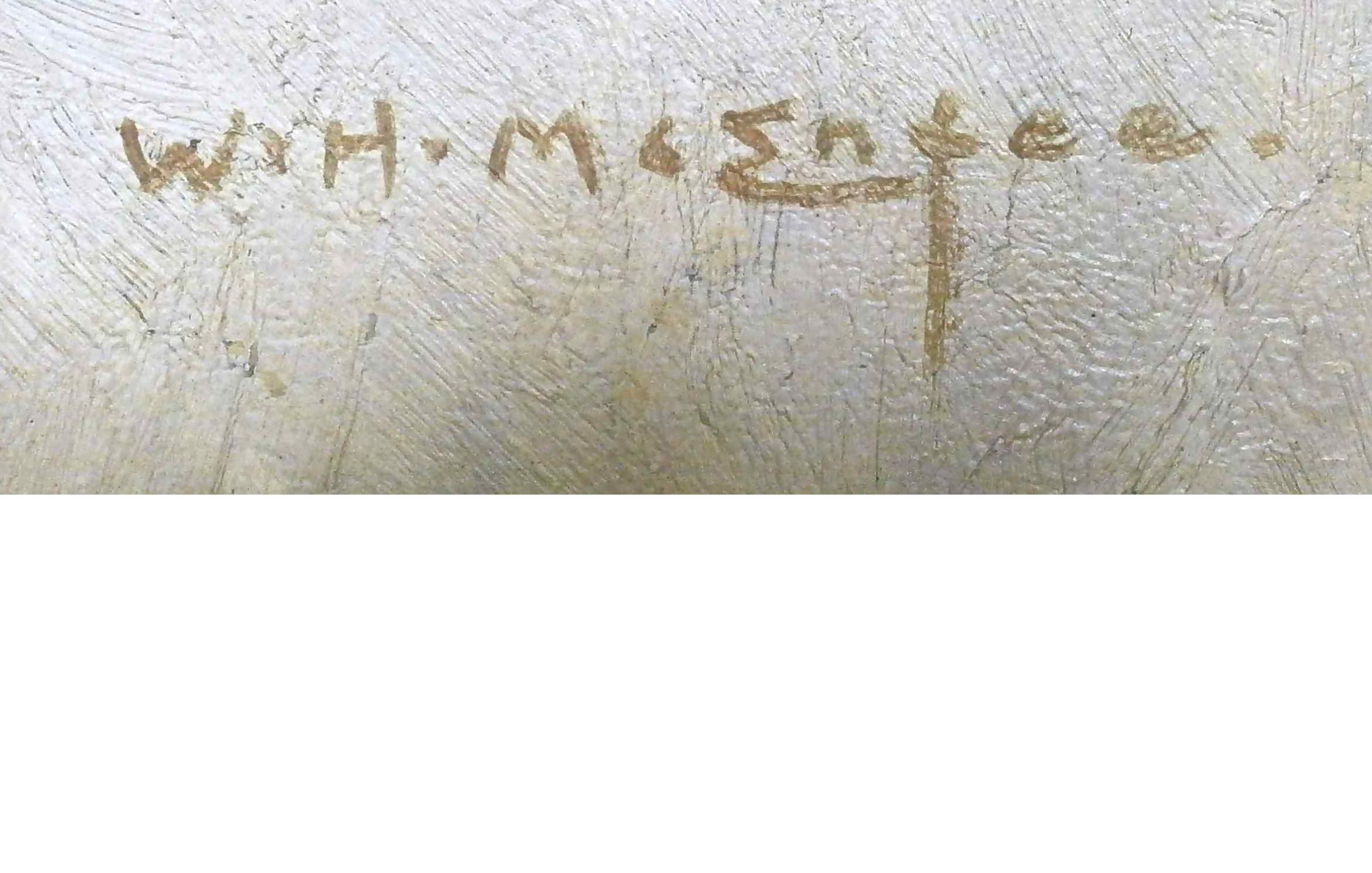
Signatur von McEntee (Öl auf Leinwand)

William H. McEntee (* 8. März 1857 in Almont, Michigan; † 12. November 1917 in Detroit, Michigan) war ein US-amerikanischer Illustrator.

## Leben
William H. McEntee war der Sohn von William Hervey McEntee (1818–1894) und Mary E. Porter McEntee (1827–1892). Er heiratete Rosa Fox McEntee (1868–1912) um das Jahr 1893. Mit ihr lebte er ab dem Jahr 1900 in Manhattan. Später zogen sie nach Nassau County, New York. Seine Frau starb 1912 44-jährig. Beide liegen nebeneinander auf dem Woodlawn Friedhof in Detroit begraben.

## Werk
Als Illustrator war McEntee auf Personen und Porträts spezialisiert. Er studierte als Schüler von William Bouguereau an der Académie Julian und stellte im Pariser Salon aus. Seine Schaffensperiode war von Ende des 19. bis Anfang des 20. Jahrhunderts. Er ist gelistet in Artists of Early Michigan, sowie im Who Was Who in American Art: 400 years of Artists in America, Second edition. McEntee schuf vorwiegend Frauenporträts im typischen idealisierenden Stil der Jahrhundertwende.
Eine Dauerausstellung mit Werken McEntees befindet sich im Chippewa Valley Museum.
Werke von McEntee werden darüber hinaus in internationalen Auktionshäusern, besonders in den Vereinigten Staaten, gehandelt.